# 大阪いちょうの会
大阪いちょうの会（おおさかいちょうのかい）とは、 大阪府民の生活問題全般の解決を目指す社会的任意団体。

## 概要
1992年11月に結成された社会的任意団体。

主に大阪府における、クレジット・サラ金問題、ヤミ金、オンラインカジノ、ギャンブル依存などの各種諸問題を弁護士、司法書士、税理士、社会保険労務士、その他一般市民が解決に努めている。

## 活動内容

### 主な活動
設立当時よりヤミ金、各種借入、多重債務、各種融資の被害者救済、その被害防止・対策対応、生活再建支援を目的として活動を行った。

また、設立当時から全国クレサラ・生活再建問題被害者連絡協議会に加盟し、全国的な活動を行ってきた。
現在では、ヤミ金、各種借入、多重債務、各種融資相談に限らず、各種契約相談、債務整理、ギャンブル依存、過払い金、オンラインカジノ対策、 自殺・自死対策などの社会問題、その他生活関連相談といった、各種生活相談を対応している。
現在でも精力的に活動しており、西成地区や大阪府内各所での無料相談会、LINE相談 、電話相談などを行っている。

### 各種委員会等[9]
- ヤミ金問題対策委員会
- 高齢者・障がい者問題対策委員会
- 西成相談会
- カジノ関係
- 追い出し屋・ブラック家主関係
- その他